# Campionati mondiali di sollevamento pesi 2023 - 67 kg maschile
Le gare di sollevamento pesi della categoria fino a 67 kg maschile — pesi piuma — dei campionati mondiali del 2023 si sono svolte il 7 settembre 2023 a Riad presso la Green Hall del Prince Faisal bin Fahad Olympic Complex.

## Programma
L'orario indicato corrisponde a quello saudita (UTC+03:00)
| Data             | Orario | Evento   |
| ---------------- | ------ | -------- |
| 7 settembre 2023 | 16:00  | Gruppo B |
| 7 settembre 2023 | 19:00  | Gruppo A |

## Medagliati
Per ciascun esercizio, i primi tre classificati sono i seguenti:
| Esercizio | Oro        | Oro    | Argento            | Argento | Bronzo        | Bronzo |
| --------- | ---------- | ------ | ------------------ | ------- | ------------- | ------ |
| Strappo   | Chen Lijun | 153 kg | Eko Yuli Irawan    | 146 kg  | Gor Sahakyan  | 142 kg |
| Slancio   | Chen Lijun | 180 kg | Francisco Mosquera | 176 kg  | Lee Sang-yeon | 176 kg |
| Totale    | Chen Lijun | 333 kg | Eko Yuli Irawan    | 321 kg  | Gor Sahakyan  | 312 kg |

## Record
Prima di questa competizione, i record mondiali esistenti erano i seguenti:
| Record mondiale | Strappo | Huang Minhao | 155 kg | Tokyo, Giappone     | 6 luglio 2019     |
| Record mondiale | Slancio | Pak Jong-ju  | 188 kg | Pattaya, Thailandia | 20 settembre 2019 |
| Record mondiale | Totale  | Chen Lijun   | 339 kg | Ningbo, Cina        | 21 aprile 2019    |

## Risultati
| Pos. | Atleta                                    | Gr. | Peso atleta | Strappo (kg) | Strappo (kg) | Strappo (kg) | Strappo (kg) | Slancio (kg) | Slancio (kg) | Slancio (kg) | Slancio (kg) | Totale |
| Pos. | Atleta                                    | Gr. | Peso atleta | 1            | 2            | 3            | Pos.         | 1            | 2            | 3            | Pos.         | Totale |
| ---- | ----------------------------------------- | --- | ----------- | ------------ | ------------ | ------------ | ------------ | ------------ | ------------ | ------------ | ------------ | ------ |
|      | Chen Lijun (CHN)                          | A   | 67.00       | 145          | 150          | 153          |              | 175          | 180          | —            |              | 333    |
|      | Eko Yuli Irawan (INA)                     | B   | 66.93       | 142          | 146          | 150          |              | 165          | 175          | 181          | 4            | 321    |
|      | Gor Sahakyan (ARM)                        | A   | 66.90       | 142          | 142          | 142          |              | 170          | 170          | 170          | 6            | 312    |
| 4    | Francisco Mosquera (COL)                  | A   | 66.99       | 135          | 138          | 138          | 7            | 176          | 181          | 181          |              | 311    |
| 5    | Lee Sang-yeon (KOR)                       | A   | 67.00       | 130          | 135          | 135          | 10           | 176          | 181          | 181          |              | 306    |
| 6    | Doston Yoqubov (UZB)                      | A   | 67.00       | 132          | 135          | 135          | 9            | 168          | 177          | 177          | 7            | 303    |
| 7    | Valentin Genčev (BGR)                     | A   | 67.00       | 130          | 135          | 135          | 8            | 167          | 170          | 170          | 8            | 302    |
| 8    | Bunýad Raşidow (TKM)                      | A   | 66.93       | 140          | 143          | 145          | 5            | 157          | 161          | 163          | 9            | 301    |
| 9    | Mohammad Yasin (INA)                      | B   | 66.75       | 130          | 135          | 140          | 4            | 160          | 165          | 165          | 11           | 300    |
| 10   | Kaan Kahriman (TUR)                       | A   | 65.89       | 137          | 141          | 142          | 6            | 158          | 161          | 165          | 10           | 298    |
| 11   | Seraj Al-Saleem (KSA)                     | B   | 63.90       | 121          | 121          | 125          | 13           | 155          | 158          | 165          | 14           | 283    |
| 12   | Sairamkez Akmolda (KAZ)                   | B   | 66.62       | 110          | 115          | 120          | 14           | 155          | 160          | 165          | 12           | 280    |
| 13   | Víctor Castro (ESP)                       | B   | 66.67       | 125          | 125          | 130          | 12           | 145          | 150          | 153          | 16           | 275    |
| 14   | Perhat Bagtyýarow (TKM)                   | B   | 66.36       | 115          | 120          | 120          | 15           | 145          | 150          | 155          | 15           | 275    |
| 15   | Mohammed Al-Zawri (KSA)                   | B   | 67.00       | 100          | 105          | 110          | 16           | 127          | 133          | 137          | 17           | 247    |
| 16   | Mohammad Nashrul Bin Haji Abu Bakar (BRU) | B   | 64.51       | 100          | 103          | 103          | 17           | 125          | 130          | 133          | 18           | 233    |
| 17   | Mohammed Abdulredha (KUW)                 | B   | 66.35       | 91           | 97           | 101          | 18           | 124          | 128          | 133          | 19           | 229    |
| 18   | Kaimauri Erati (KIR)                      | B   | 64.92       | 90           | 95           | 100          | 19           | 115          | 115          | 120          | 20           | 210    |
| —    | Ferdi Hardal (TUR)                        | A   | 66.99       | 136          | 136          | 137          | —            | 161          | —            | —            | —            | —      |
| —    | Goga Chkheidze (GEO)                      | A   | 66.94       | 130          | 134          | 135          | 11           | 160          | 160          | 161          | —            | —      |
| —    | He Yueji (CHN)                            | A   | 67.00       | 145          | 145          | 145          | —            | 172          | 178          | 178          | 5            | —      |
| —    | Han Myeong-mok (KOR)                      | B   | 66.94       | 140          | 141          | 141          | —            | 160          | 160          | —            | 13           | —      |
| —    | Faris Durak (BIH)                         | B   | 65.72       | 100          | —            | —            | —            | 120          | —            | —            | —            | —      |
| —    | Isa Rustamov (AZE)                        | B   | 66.81       | 128          | —            | —            | —            | —            | —            | —            | —            | —      |
| —    | Acorán Hernández (ESP)                    | B   | 66.90       | —            | —            | —            | —            | —            | —            | —            | —            | —      |
| —    | Angel Rusev (BGR)                         | B   | 65.32       | —            | —            | —            | —            | —            | —            | —            | —            | —      |